# Arturo Coello
Arturo Coello Manso (Mojados, 8 de marzo de 2002), conocido como Arturo Coello, es un jugador profesional de pádel español, que en la actualidad ocupa la 1.ª posición del ranking de Premier Padel. Su pareja deportiva actual es Agustín Tapia, juntos forman la mejor pareja de pádel del mundo.
Arturo ganó sus primeros torneos como profesional junto a Fernando Belasteguín en 2022, para después unirse a Agustín Tapia y convertirse en número 1 en 2023, hazaña que repitieron en 2024.

## Carrera deportiva
Arturo Coello comenzó en el ranking World Padel Tour en 2017 junto a Alberto Rea, pero no fue hasta 2019 cuando comenzó a crecer en el ranking. En 2019 jugó con Pincho Fernández, Fran Ramírez Navas y Guga Vázquez.
En 2020 jugó con Iván Ramírez del Campo, mientras que en 2021 comenzó la temporada con Miguel Lamperti. En julio de 2021 se separaron como pareja, convirtiéndose Javi Ruiz en su nuevo compañero.
Con Javi Ruiz llegó a la semifinal en el Málaga Open, después de derrotar a los número 1 del mundo, Juan Lebrón y Alejandro Galán. En septiembre, Coello se vio obligado a jugar con Alejandro Arroyo en el Barcelona Master y en el Lugo Open, por lesión de Javi Ruiz, logrando unas sorprendentes semifinales en la ciudad gallega. Una vez finalizados ambos torneos se confirmó la separación como pareja de Javi Ruiz y Coello, convirtiéndose Fernando Belasteguín en su nuevo compañero.
En noviembre de 2021, fue convocado con la selección española para la disputa del Campeonato Mundial de Pádel de 2021, en el que España salió campeona. Coello pudo disputar un encuentro de la final, en el que junto a Alejandro Galán lograron la victoria.
Tras competir en 2022 junto a Fernando Belasteguín y realizar un gran año deportivo, consiguiendo en total cuatro títulos, el vallisoletano comenzó una nueva andadura en 2023 junto al argentino Agustín Tapia. Gracias a un comienzo de año demoledor con resultados históricos, el jugador español consiguió convertirse en pareja número uno del mundo tras su victoria en el Vigo Open, derrotando a los hasta entonces números 1, Juan Lebrón y Alejandro Galán. Dos torneos después, y tras alzar el título también en el Vienna Open, Arturo Coello pasó a liderar en solitario el ranking general de World Padel Tour con 21 años, 2 meses y 21 días, convirtiéndose en el jugador más joven en la historia en alcanzar el número 1.

## Palmarés

### Premier Padel

#### Títulos
| N.º | Año                      | Torneo         | Categoría | Pareja               | Oponentes en la final              | Resultado          |
| 1   | 4 de diciembre de 2022   | Monterrey      | Major     | Fernando Belasteguín | Sanyo Gutiérrez Agustín Tapia      | 6-3 / 3-6 / 6-3    |
| 2   | 16 de julio de 2023      | Rome           | Major     | Agustín Tapia        | Federico Chingotto Paquito Navarro | 7-5 / 7-6(2)       |
| 3   | 23 de julio de 2023      | Madrid         | P1        | Agustín Tapia        | Federico Chingotto Paquito Navarro | 7-5 / 6-2          |
| 4   | 6 de agosto de 2023      | Mendoza        | P1        | Agustín Tapia        | Martín Di Nenno Franco Stupaczuk   | 6-2 / 7-6(6)       |
| 5   | 10 de septiembre de 2023 | Paris          | Major     | Agustín Tapia        | Federico Chingotto Paquito Navarro | 7-6(2) / 6-1       |
| 6   | 8 de marzo de 2024       | Doha           | Major     | Agustín Tapia        | Javi Garrido Miguel Yanguas        | 6-0 / 6-2          |
| 7   | 24 de marzo de 2024      | Acapulco       | P1        | Agustín Tapia        | Juan Lebrón Alejandro Galán        | 6-0 / 6-4          |
| 8   | 31 de marzo de 2024      | Puerto Cabello | P2        | Agustín Tapia        | Federico Chingotto Alejandro Galán | 2-6 / 6-3 / 6-3    |
| 9   | 19 de mayo de 2024       | Asunción       | P2        | Agustín Tapia        | Federico Chingotto Alejandro Galán | 6-1 / 3-6 / 7-6(1) |
| 10  | 3 de junio de 2024       | Santiago       | P1        | Agustín Tapia        | Federico Chingotto Alejandro Galán | 6-0 / 4-6 / 6-4    |
| 11  | 14 de julio de 2024      | Málaga         | P1        | Agustín Tapia        | Federico Chingotto Alejandro Galán | 6-2 / 6-3          |
| 12  | 8 de septiembre de 2024  | Madrid         | P1        | Agustín Tapia        | Federico Chingotto Alejandro Galán | 6-3 / 7-6(3)       |
| 13  | 15 de septiembre de 2024 | Rotterdam      | P1        | Agustín Tapia        | Federico Chingotto Alejandro Galán | 6-2 / 6-2          |
| 14  | 22 de septiembre de 2024 | Valladolid     | P2        | Agustín Tapia        | Federico Chingotto Alejandro Galán | 6-4 / 4-6 / 6-3    |
| 15  | 6 de octubre de 2024     | Paris          | Major     | Agustín Tapia        | Federico Chingotto Alejandro Galán | 6-2 / 6-1          |
| 16  | 10 de noviembre de 2024  | Dubái          | P1        | Agustín Tapia        | Federico Chingotto Alejandro Galán | 6-4 / 6-3          |
| 17  | 17 de noviembre de 2024  | Kuwait         | P1        | Agustín Tapia        | Miguel Yanguas Franco Stupaczuk    | 6-4 / 6-2          |
| 18  | 1 de diciembre de 2024   | Mexico         | Major     | Agustín Tapia        | Miguel Yanguas Franco Stupaczuk    | 4-6 / 6-1 / 6-2    |
| 19  | 8 de diciembre de 2024   | Milano         | P1        | Agustín Tapia        | Federico Chingotto Alejandro Galán | 6-4 / 7-5          |

#### Finales
| N.º | Año                     | Torneo        | Categoría | Pareja               | Oponentes en la final              | Resultado          |
| 1   | 14 de agosto de 2022    | Mendoza       | P1        | Fernando Belasteguín | Pablo Lima Franco Stupaczuk        | 2-6 / 6-4 / 6-7    |
| 2   | 2 de marzo de 2024      | Riyadh        | P1        | Agustín Tapia        | Juan Lebrón Alejandro Galán        | 7-6 / 4-6 / 4-6    |
| 3   | 28 de abril de 2024     | Bruselas      | P2        | Agustín Tapia        | Federico Chingotto Alejandro Galán | 4-6 / 7-6(4) / 2-6 |
| 4   | 26 de mayo de 2024      | Mar del Plata | P1        | Agustín Tapia        | Federico Chingotto Alejandro Galán | 6-2 / 2-6 / 2-6    |
| 5   | 23 de junio de 2024     | Rome          | Major     | Agustín Tapia        | Federico Chingotto Alejandro Galán | 4-6 / 6-1 / 1-6    |
| 6   | 7 de julio de 2024      | Génova        | P2        | Agustín Tapia        | Federico Chingotto Alejandro Galán | 1-6 / 1-6          |
| 7   | 22 de diciembre de 2024 | Barcelona     | PP Finals | Agustín Tapia        | Jon Sanz Coki Nieto                | 6-3 / 5-7 / 3-6    |

### World Padel Tour

#### Títulos
| N.º | Año                      | Torneo           | Pareja               | Oponentes en la final               | Resultado             |
| --- | ------------------------ | ---------------- | -------------------- | ----------------------------------- | --------------------- |
| 1   | 27 de febrero de 2022    | Miami            | Fernando Belasteguín | Lucas Campagnolo Javier Garrido     | 6-3 / 7-6             |
| 2   | 25 de septiembre de 2022 | Madrid           | Fernando Belasteguín | Momo González Álex Ruiz             | 6-4 / 6-2             |
| 3   | 2 de octubre de 2022     | Ámsterdam        | Fernando Belasteguín | Franco Stupaczuk Pablo Lima         | 6-2 / 7-5             |
| 4   | 26 de febrero de 2023    | Abu Dhabi Master | Agustín Tapia        | Juan Lebrón Alejandro Galán         | 7-6(5) / 6-3          |
| 5   | 12 de marzo de 2023      | La Rioja Open    | Agustín Tapia        | Tino Libaak Leo Augsburger          | 6-1 / 6-0             |
| 6   | 19 de marzo de 2023      | Chile Open       | Agustín Tapia        | Juan Lebrón Alejandro Galán         | 6-4 / 6-7 / 7-5       |
| 7   | 26 de marzo de 2023      | Paraguay Open    | Agustín Tapia        | Martín Di Nenno Franco Stupaczuk    | 6-2 / 6-1             |
| 8   | 16 de abril de 2023      | Granada Open     | Agustín Tapia        | Martín Di Nenno Franco Stupaczuk    | 6-4 / 7-5             |
| 9   | 30 de abril de 2023      | Bruselas Open    | Agustín Tapia        | Martín Di Nenno Franco Stupaczuk    | 7-6(1) / 3-6 / 6-3    |
| 10  | 14 de mayo de 2023       | Vigo Open        | Agustín Tapia        | Juan Lebrón Alejandro Galán         | 6-3 / 6-7(4) / 7-6(5) |
| 11  | 28 de mayo de 2023       | Vienna Open      | Agustín Tapia        | Martín Di Nenno Franco Stupaczuk    | 6-3 / 6-3             |
| 12  | 4 de junio de 2023       | Marbella Master  | Agustín Tapia        | Sanyo Gutiérrez Momo González       | 6-3 / 6-2             |
| 13  | 30 de julio de 2023      | Málaga Open      | Agustín Tapia        | Alex Ruiz Juan Tello                | 7-5 / 7-6(3)          |
| 14  | 26 de noviembre de 2023  | México Open      | Agustín Tapia        | Valentino Libaak Leandro Augsburger | 6-4 / 6-2             |

#### Finales
| N.º | Año                      | Torneo       | Pareja               | Oponentes en la final            | Resultado       |
| --- | ------------------------ | ------------ | -------------------- | -------------------------------- | --------------- |
| 1   | 26 de junio de 2022      | Valladolid   | Fernando Belasteguín | Juan Lebrón Alejandro Galán      | 4-6 / 6-7       |
| 2   | 9 de octubre de 2022     | Santander    | Fernando Belasteguín | Martín Di Nenno Paquito Navarro  | 2-6 / 0-6       |
| 3   | 20 de noviembre de 2022  | Buenos Aires | Fernando Belasteguín | Juan Lebrón Alejandro Galán      | 6-7 / 2-6       |
| 4   | 25 de junio de 2023      | Valladolid   | Agustín Tapia        | Martín Di Nenno Franco Stupaczuk | 6-4 / 4-6 / 6-7 |
| 5   | 24 de septiembre de 2023 | Madrid       | Agustín Tapia        | Martín Di Nenno Franco Stupaczuk | 5-7 / 4-6       |
| 6   | 29 de octubre de 2023    | Menorca      | Agustín Tapia        | Juan Lebrón Alejandro Galán      | 3-6 / 2-6       |

### Campeonato Mundial
| N.º | Año  | Oponentes en la final | Resultado |
| --- | ---- | --------------------- | --------- |
| 1   | 2021 | Argentina             | 2-0       |